# Fantasten
Fantasten er en dansk film fra 2017, filmen er instrueret af Christian Dyekjær.
Dejan Cukic modtog Bodilprisen for bedste mandlige hovedrolle for sin rolle som Claus.

## Medvirkende
- Dejan Cukic som Claus
- Oscar Dyekjær Giese som Silas
- Rikke Lylloff som Maya
- Lin Kun Wu som Onkel
- Wei XuWong
- Dya Josefine Hauch som Bitten
- Nanna Finding Koppel som Caroline
- Janus Nabil Bakrawi som Erik
- Nicolas Bro som Hasse

## Eksterne Henvisninger
- Fantasten på Internet Movie Database (engelsk)
- Fantasten på Filmdatabasen
- Fantasten på danskefilm.dk
- Fantasten på danskfilmogtv.dk
- Fantasten på Scope
- Fantasten på The Movie Database (engelsk)
- Fantasten på Filmaffinity (engelsk)